# Polystichum muricatum
Polystichum muricatum là một loài thực vật có mạch trong họ Dryopteridaceae. Loài này được (L.) Fée miêu tả khoa học đầu tiên năm 1852.